# Torneo de las Cuatro Naciones 1896

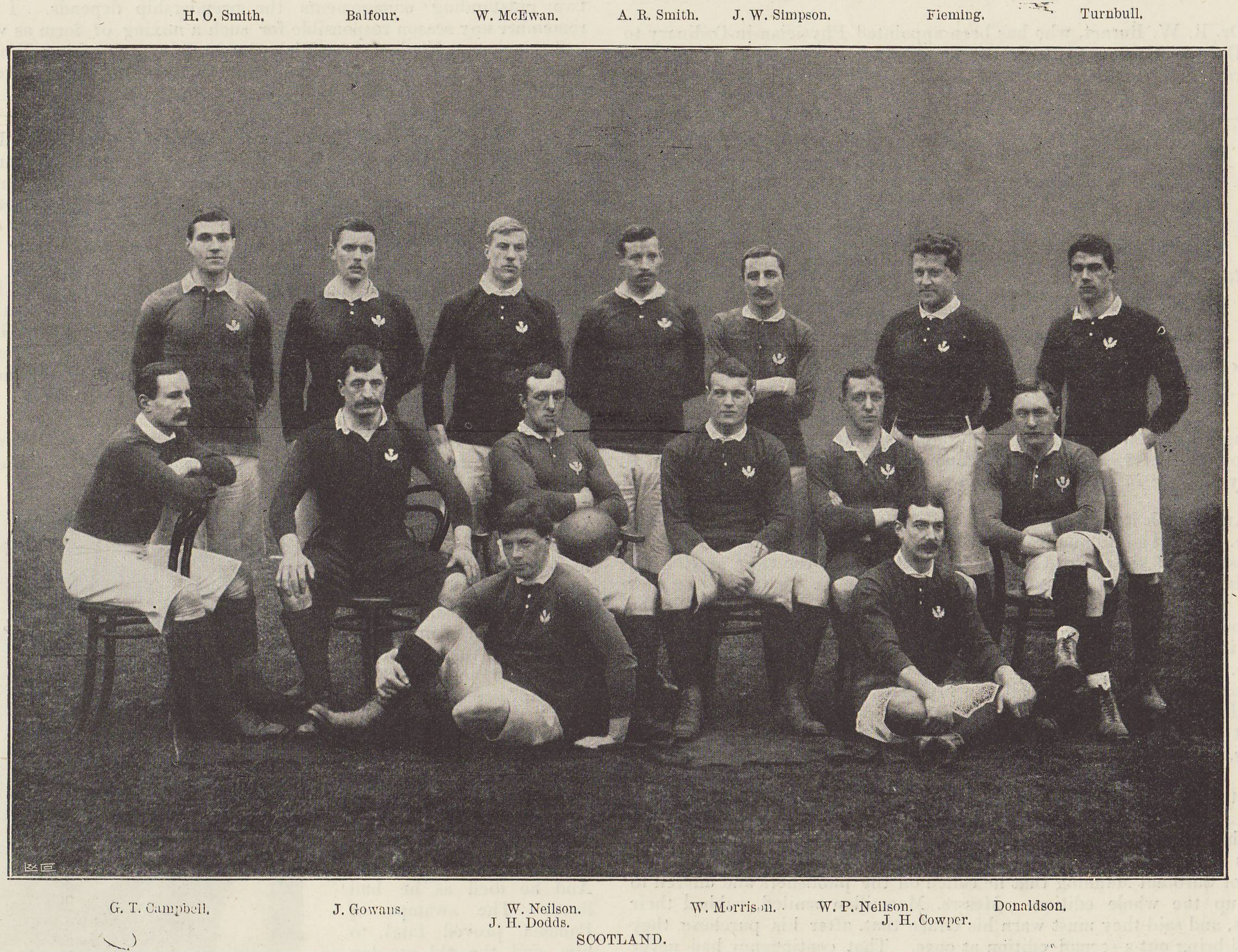
Equipo escocés de rugby el 15 de febrero de 1896, antes del encuentro del "Home Nations Championship" de 1896 con Irlanda en Lansdowne Road, Irlanda.

El Torneo de las Cuatro Naciones de 1896 (Home Nations Championship 1896) fue la 14° edición del principal Torneo del hemisferio norte de rugby.
El campeón del torneo fue Irlanda.

## Clasificación
| Lugar | Selección  | Partidos | Partidos | Partidos  | Partidos | Puntos  | Puntos    | Puntos | Tabla de puntos |
| Lugar | Selección  | Jugados  | Ganados  | Empatados | Perdidos | A favor | En contra | dif.   | Tabla de puntos |
| ----- | ---------- | -------- | -------- | --------- | -------- | ------- | --------- | ------ | --------------- |
| 1     | Irlanda    | 3        | 2        | 1         | 0        | 18      | 8         | +10    | 5               |
| 2     | Escocia    | 3        | 1        | 1         | 1        | 11      | 6         | +5     | 3               |
| 3     | Inglaterra | 3        | 1        | 0         | 2        | 29      | 21        | +8     | 2               |
| 4     | Gales      | 3        | 1        | 0         | 2        | 10      | 33        | -23    | 2               |

## Resultados
| 4 de enero | Inglaterra | 25 - 0 | Gales | Londres, |  |

| 25 de enero | Gales | 6 - 0 | Escocia | Cardiff, |  |

| 1 de febrero | Inglaterra | 4 - 10 | Irlanda | Leeds, |  |

| 15 de febrero | Irlanda | 0 - 0 | Escocia | Dublín, |  |

| 14 de marzo | Irlanda | 8 - 4 | Gales | Dublín, |  |

| 14 de marzo | Escocia | 11 - 0 | Inglaterra | Glasgow, |  |

## Premios especiales
- Copa Calcuta:  Escocia